# Nansan, Guangdong
Nansan (kinesiska: 南三) är en köping i sydöstra Kina. Den ligger i stadsdistriktet Potou i staden Zhanjiang i provinsen Guangdong, omkring 360 kilometer sydväst om provinshuvudstaden Guangzhou. Antalet invånare är 75 211. Befolkningen består av 36 162 kvinnor och 39 049 män. Barn under 15 år utgör 21,0 %, vuxna 15-64 år 69 %, och äldre över 65 år 8,0 %.